# Jacob Marrel

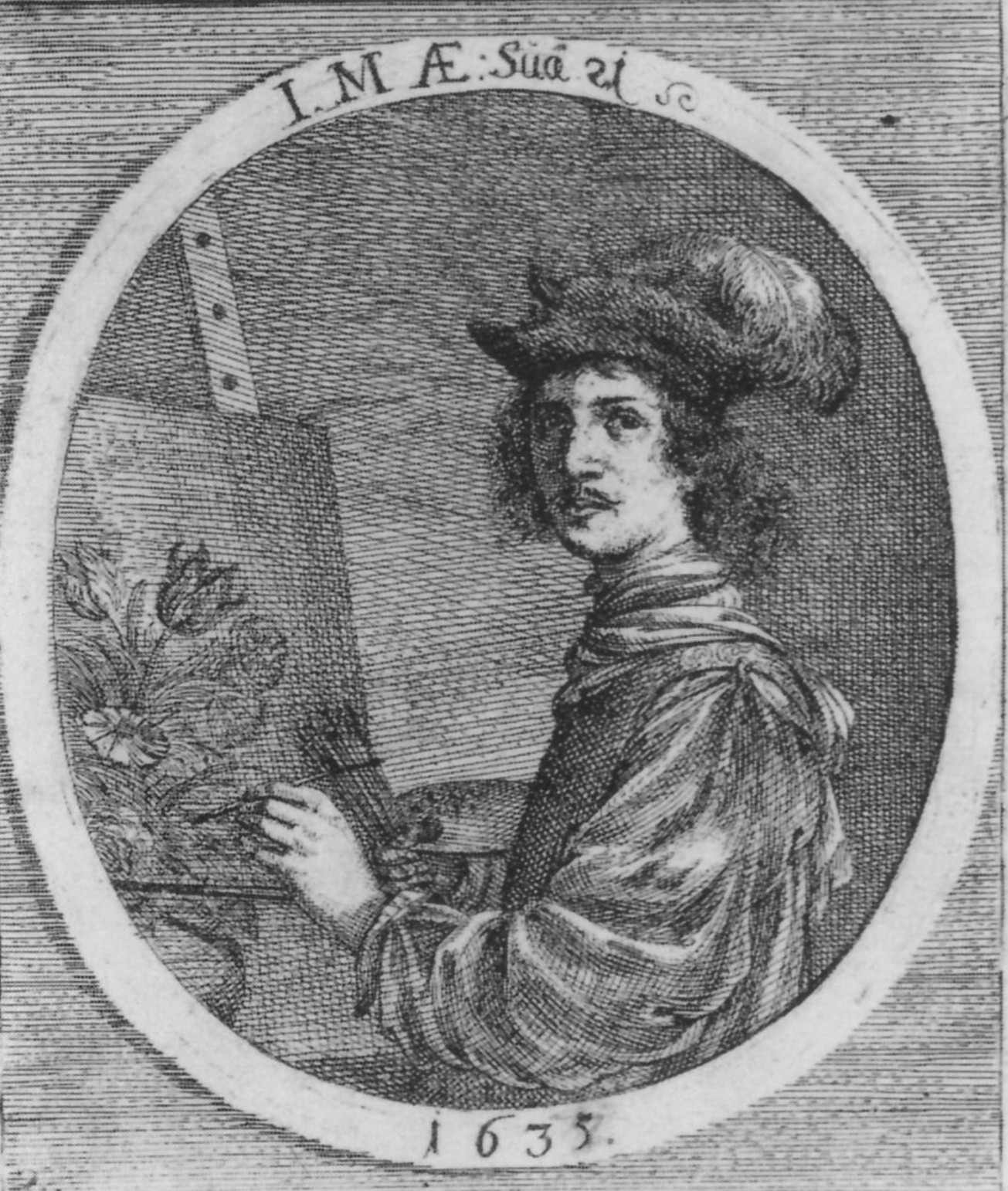
Jacob Marrel: Selbstbildnis, 1661

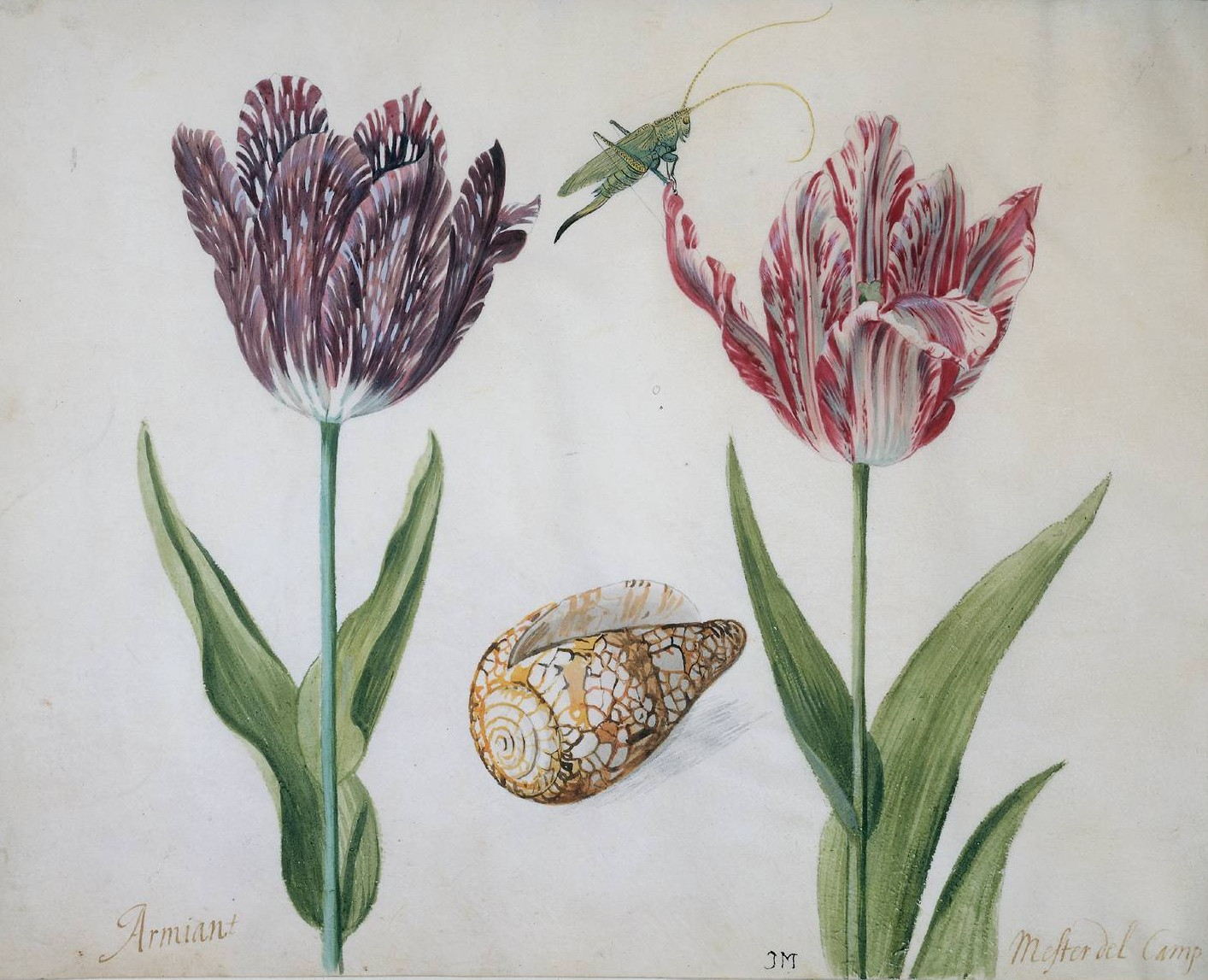
Jacob Marrel: Zwei Tulpen, ein Schneckenhaus und ein Insekt, 1634

Jacob Marrel, auch Jakob Morell bzw. Jacob Morell (* 1614 in Frankenthal; † 11. Novemberjul. / 21. November 1681greg. in Frankfurt am Main) war ein deutscher Stilllebenmaler, der als einziger Schüler von Georg Flegel bekannt ist.

## Leben
Jacob Marrels gleichnamiger Vater war Rechtsgelehrter und Stadtschreiber in Frankenthal und dessen Vater Claude Marrel ein Juwelier aus Frankreich. Nach dem Tod des Vaters zog die Familie im Dezember 1624 nach Frankfurt am Main, wo Marrel 1627 zum einzigen Schüler Flegels wurde. Später, gegen 1630 malte und lernte er, angelockt durch die dortige Entwicklung im Bereich der Stillleben, einige Zeit in Utrecht bei Jan Davidsz. de Heem, bevor er 1651 in Frankfurt das Bürgerrecht erhielt und Johanna Sybilla Heim(ius), die zweite Frau und Witwe von Matthäus Merian d. Ä. heiratete. Deren Tochter Maria Sibylla Merian unterrichtete er im Malen, Zeichnen und Kupferstechen.
Es folgten weitere Aufenthalte in Utrecht, wohin er seinen zweiten Schüler Abraham Mignon um 1660 führte, sowie in Nürnberg. Im Jahr 1679 ließ er sich ganz in Frankfurt nieder und starb dort zwei Jahre später.
Einige seiner Werke sind mit seinem latinisierten Namen Jacobus Marrellus und dem lateinischen Vermerk fecit signiert, was so viel wie „machte [es von Hand]“ bedeutet.